# Asia-Europe Meeting
ASEM er en forkortelse for Asia-Europe Meeting. Formålet med organisationen er at udvide samarbejdet mellem medlemslandene, som er EU, Australien, Bangladesh, Brunei, Cambodia ,Filippinerne, Indien,Indonesien, Laos, Malaysia, Mongoliet, Myanmar, New Zealand, Norge, Pakistan,Rusland,Schweiz,Singapore, Thailand, Vietnam, Japan, Kina og Sydkorea.